# Державин, Владимир Васильевич
Влади́мир Васи́льевич Держа́вин (1 (14) ноября 1908, Нерехта, Костромская губерния, Российская империя — 5 октября 1975, Москва, СССР) — русский советский поэт, переводчик, художник. Член Союза писателей (1939).

## Биография
Родился в семье земского врача и сельской учительницы. Детство провёл в Кологриве, в доме бабушки Евдокии Васильевны Пановой. Общался с Е. В. Честняковым, оказавшим на него влияние. С 12 лет учился в Костромской художественной студии.
В 1925 г. приехал в Москву, учился во ВХУТЕМАС у Р. Фалька, А. Древина, К. Петрова-Водкина, П. Кончаловского. В 1928 г. отчислен за «малоуспешность», тогда же познакомился с М. Горьким, благодаря которому состоялась первая поэтическая публикация Державина — стихотворение «Гулянка» в журнале «крестьянского направления» «Жёрнов».
В 1931—1936 гг. жил и работал в Болшевской трудовой коммуне ОГПУ им. Г. Г. Ягоды, куда попал по рекомендации Горького. Опыт пребывания в коммуне лёг в основу поэмы «Первоначальное накопление».
В 1934—1940 гг. печатался в журналах (в основном в «Знамени» и «Красной нови»). В 1934 году Г. Шенгели, ставший редактором отдела литературы народов СССР в Гослитиздате, привлёк Державина вместе с другими молодыми поэтами — С. Липкиным, М. Петровых, А. Тарковским, А. Штейнбергом — к поэтическому переводу.
В 1936 г. благодаря покровительству Горького вышла книга Державина «Стихотворения», ставшая единственной прижизненной книгой его оригинальных стихов.
С 1940 года до конца жизни активно публиковался как поэт-переводчик, в первую очередь классической поэзии Востока (Омар Хайям, Хафиз, Алишер Навои, Низами, Фирдоуси, Саади) и национальных эпосов народов СССР («Давид Сасунский», «Раушан», «Калевипоэг», «Лачплесис», «Нюргун Боотур Стремительный»).

Похоронен на Переделкинском кладбище.

## Семья
- Первая жена (1936—1949) — Елизавета Ивановна Бабенко. Трое детей. Один сын умер маленьким в 1942 г. в эвакуации в Ташкенте, судьба другого, Михаила, неизвестна. Дочь — Наталья Владимировна Державина (1942—2002), актриса театра кукол[4].
- Вторая жена — Тамара Давыдовна Слонимер (урожд. Корнман, 1919—1996), двоюродная сестра режиссёра и кинооператора Романа Кармена. Приёмный сын — Александр Борисович Слонимер[5].

## Книги
- Стихотворения / Суперобл. Б. Титова. — М.: Сов. писатель, 1936. — 107 с.
- Снеговая корчага: Стихи и поэма. — М.: Правда, 1979. — 32 с. — (Б-ка «Огонёк»; № 30).
- Бегство из плена: Стихотворения и поэмы / Сост., подгот. текста, послесл. и примеч. И. Лощилова. — М.: Водолей, 2024. — 376 с. — (Серебряный век. Паралипоменон). — ISBN 5-91763-629-0.

## Награды
- Медаль «За трудовую доблесть» (23 октября 1954 года)[6].
- Орден «Знак Почёта» (24 апреля 1957 года)[7].
- Государственная премия Узбекской ССР имени Хамзы (1983, книга «Древний путь»)[8]